# Montiers-sur-Saulx
Montiers-sur-Saulx ist eine französische Gemeinde mit 366 Einwohnern (Stand: 1. Januar 2022) im Département Meuse in der Region Grand Est (bis 2016: Lothringen). Sie gehört zum Arrondissement Bar-le-Duc und zum Kanton Ligny-en-Barrois. 

## Geografie
Montiers-sur-Saulx liegt an der Saulx im Süden des Départements Meuse, etwa 27 Kilometer südsüdöstlich von Bar-le-Duc und etwa 69 Kilometer westsüdwestlich von Nancy. 
Umgeben wird Montiers-sur-Saulx von den Nachbargemeinden Morley im Nordwesten und Norden, Couvertpuis im Norden, Biencourt-sur-Orge im Nordosten, Ribeaucourt im Osten, Bure im Südosten, Effincourt und Paroy-sur-Saulx im Süden, Osne-le-Val im Südwesten sowie Chevillon im Westen.

## Bevölkerungsentwicklung
| Jahr                       | 1962 | 1968 | 1975 | 1982 | 1990 | 1999 | 2006 | 2019 |
| Einwohner                  | 702  | 683  | 643  | 602  | 551  | 456  | 453  | 373  |
| Quellen: Cassini und INSEE |      |      |      |      |      |      |      |      |

## Sehenswürdigkeiten
- Kirche Saint-Pierre-ès-Liens, 1841 erbaut
- Ehemaliges Zisterzienserkloster Écurey, 1144 gegründet, 1791 aufgelöst, nur wenige Gebäude erhalten
- Turm der früheren Burg, 1302 errichtet
- Kapelle Lahaye aus dem 15. Jahrhundert
- Kapelle Saint-Nicaise aus dem Jahr 1900
- Kapelle Saint-Sébastien aus dem Jahr 1632

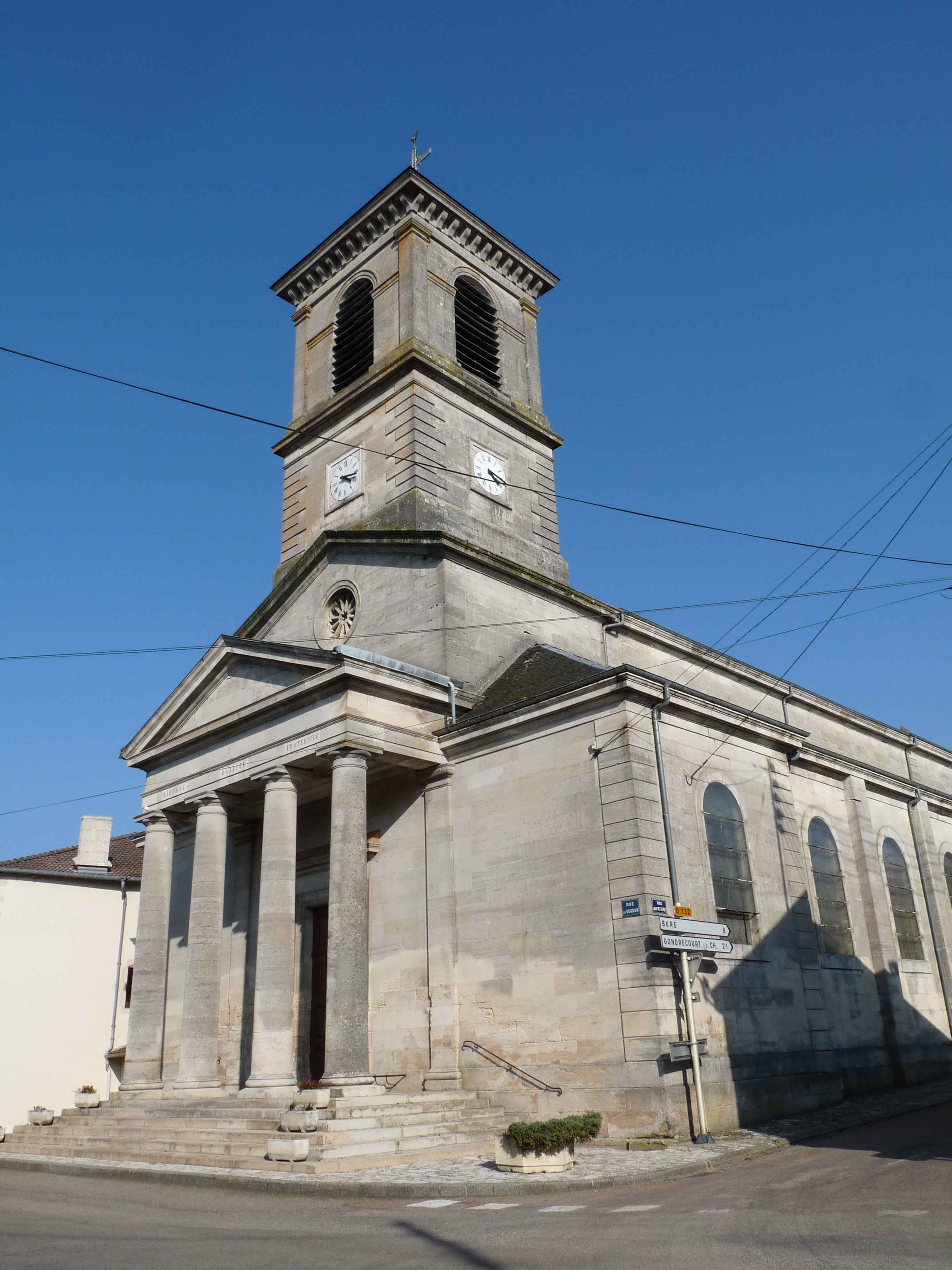
Kirche Saint-Pierre-ès-Liens
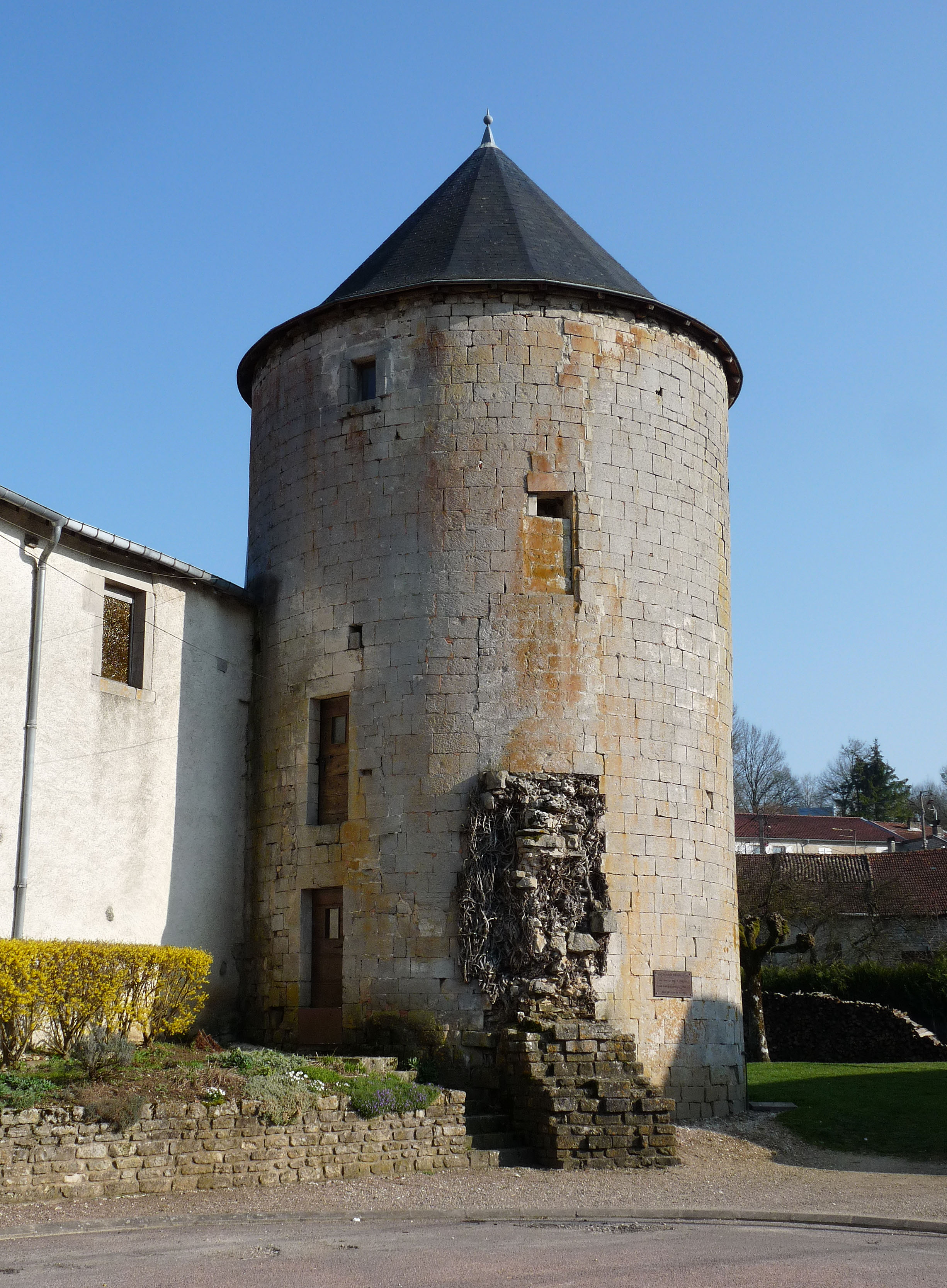
Turm